# Harsha Bharathakoti
Harsha Bharathakoti est un joueur d'échecs indien né le 7 février 2000 à Hyderabad.
Au 1er décembre 2022, il est le 20e joueur indien avec un classement Elo de 2 593 points.

## Biographie et carrière
Harsha Bharathakoti fut champion d'Inde junior en 2017. En 2018, il remporta le tournoi international de Katmandou. En mai 2017, il remporta la médaille d'argent au championnat d'Asie de blitz devant notamment le jeune prodige Alireza Firouzja (quatrième).
Grand maître international depuis 2019, Harsha Bharathakoti finit 28e (sur 206 joueurs) au championnat du monde de blitz disputé à Moscou en décembre 2019.
En mars 2022, il finit 1er-3e, ex æquo avec le deux prodiges indiens Erigaisi Arjun et Gukesh D, du 19e open international de New Delhi avec 8,5 points sur 10.
En juillet 2022, il finit 1er-2e, ex æquo avec Andreï Chtchekatchev du championnat d'échecs de Paris (deuxième au départage).
En novembre 2022, il remporta la médaille d'argent au championnat d'Asie d'échecs remporté par Rameshbabu Praggnanandhaa.